# 106. Division (Japanisches Kaiserreich)
Die 106. Division (jap. 第106師団, Dai-hyakuroku Shidan) des Kaiserlich Japanischen Heeres wurde 1938 aufgestellt und 1940 aufgelöst. Sie ist eine von wenigen Divisionen, die nicht bis zum Kriegsende 1945 aktiv waren. Ihr Tsūshōgō-Code (militärischer Tarnname) ist nicht bekannt.

## Geschichte der Einheit
Die 106. Division wurde am 15. Mai 1938 unter dem Kommando von Generalleutnant Matsuura Junrokurō als Karree-Division aufgestellt und bestand aus der 111. Brigade (113. und 147. Infanterie-Regiment) und der 136. Brigade (123. und 145. Infanterie-Regiment) sowie dem 106. Kavallerie-Regiment, dem 106. Feldartillerie-Regiment und dem 106. Pionier- und Transport-Regiment. Das Hauptquartier der ca. 22.000 Mann starken Division lag in Kumamoto.
Wie viele der 1937/38 neu aufgestellten japanischen Divisionen wurde die 106. Division nach kürzester Zeit, nach nur zwei Monaten Ausbildung, im Juli 1938 nach China verschifft und unterstand zuerst der Shanghai-Expeditionsarmee. Kurz darauf wurde sie der 11. Armee unterstellt und nahm von Juli 1938 bis Oktober 1938 an Operationen im Kreis Huangmei teil, zu denen es während der Schlacht um Wuhan kam.
Im Oktober 1938 wurde die 106. Division bei Lushan von 16 chinesischen Divisionen eingekesselt. Um der drohenden Vernichtung in der sogenannten Schlacht von Wanjialing zu entgehen, sandte die 11. Armee die 101. Division zu Hilfe, die nun mit der 106. im Kessel von Lushan eingeschlossen wurde. Um der Situation Herr zu werden, wurden zwei weitere Divisionen, die 9. und 27. Division, herangeführt. Am 9. Oktober begann der finale chinesische Angriff auf die eingeschlossenen Truppen, und bis zum 10. Oktober waren fünf der japanischen Regimenter vernichtet. Fast alle der belagerten japanischen Kräfte gingen verloren, womit die Schlacht von Wanjialing zum bis zu diesem Zeitpunkt größten chinesischen Sieg wurde. Obwohl das japanische Heer, bezogen auf die gesamte Operation, den Sieg davontrug, erlitt es einen Pyrrhussieg, bei dem es fast 30 % Verluste (über 100.000 Mann) erlitt.
Am 19. Mai 1939 übernahm Generalleutnant Nakai Ryōtarō die Reste der Division, die im April 1940 aufgelöst wurde.

## Gliederung
Am 15. Mai 1938 erfolgte die Aufstellung zu einer Typ B „Standard“ Division als Karree-Division wie folgt:
- 106. Infanterie-Divisionsstab (350 Mann)
  - 111. Infanterie-Brigade (50 Mann)
    - 113. Infanterie-Regiment (ca. 3500 Mann)
    - 147. Infanterie-Regiment (ca. 3500 Mann)

  - 136. Infanterie-Brigade (50 Mann)
    - 123. Infanterie-Regiment (ca. 3500 Mann)
    - 145. Infanterie-Regiment (ca. 3500 Mann)

  - 106. Kavallerie-Regiment (ca. 450 Mann)
  - 106. Feldartillerie-Regiment (2100 Mann; 36 75-mm-Feldgeschütze)
  - 106. Pionier-Regiment (670 Mann)
  - 106. Transport-Regiment (ca. 1900 Mann)
  - 106. Versorgungs-Kompanie (80 Mann)
  - 106. Feldhospital (Vier Feldhospitäler mit jeweils ca. 250 Mann)
  - 106. Signal-Einheit (ca. 250)
  - 106. Sanitäts-Einheit (ca. 700 Mann)

Gesamtstärke: ca. 21.600 Mann